# Jožo...
A Jožo... egy 1999-ben kiadott Elán-válogatásalbum.

## Dalok
| 1. „Netrpezliví“ - 4:08 2. „Naša síla“ - 5:34 3. „Slobodná“ - 3:36 4. „Stužková“ - 3:04 5. „Spolok cvokov“ - 3:55 6. „Aj keď bez peňazí“ - 3:46 7. „Ver mi“ - 3:48 8. „Tanečnice z Lúčnice“ - 2:54 9. „Telo si so mnou robí čo chce“ - 5:32 10. „Znelka Slovanu“ - 2:51 11. „Ôsmy svetadiel“ - 4:10 12. „Opičák“ - 5:19 13. „Pištol“ - 4:18 14. „Kamikadze lásky“ - 2:36 15. „Modlitba pre dva hlasy“ - 4:28 | 1. „Čaba neblázni“ - 4:40 2. „Detektívka“ - 4:52 3. „Rozum kráľ, láska kráľovná“ - 5:37 4. „Čo je? Čo je? Čo je chceš?“ - 3:08 5. „Slovania“ - 4:33 6. „Človečina“ - 4:37 7. „Sestrička z Kramárov“ - 3:56 8. „Nie sme zlí“ - 4:04 9. „Dresy“ - 4:36 10. „Netvor z čiernej hviezdy Q 7/A“ - 4:29 11. „Pestrý život“ - 4:31 12. „Koľko a čo za to“ - 3:55 13. „Smrtka na pražskom orloji“ - 3:55 14. „Hostia z inej planéty“ - 4:10 15. „Love Addiction“ - 3:40 |